# 大津城 (土佐国)
大津城（おおつじょう）は、高知県高知市大津にあった中世から近世にかけての日本の城（平山城）。別名天竺城、大津御所。

## 概要
大津城は、土佐守護細川氏の家臣である天竺氏の居城として築かれたとされるが、詳細は不明。天竺氏は、細川氏の庶流と伝わる。
天文16年（1547年）に長宗我部国親が大津城を攻略、城主・天竺孫十郎花氏を攻め滅ぼし (子の天竺兵部少輔は京に逃れた) 、以降は長宗我部氏の持ち城となった。天正2年（1574年）、土佐一条氏の当主一条兼定が家臣らによって追放され、長宗我部元親が幡多郡を平定すると、元親は兼定の嫡男一条内政を大津城に移し、内政は元親の娘を娶り、大津御所と呼ばれた。天正8年（1580年）元親の家臣で妹婿である波川清宗が謀反を企むと、内政もこれに加担したものと疑われたため伊予に追放され、その嫡男一条政親は元親の家臣久礼田定祐に預けられた。よってこのときに廃城になったものと思われる。
大津城は舟入川の南岸に面して東西に伸びた独立丘陵に築かれている。 現在、主郭部に古城八幡宮が祀られている。